# 玉部
玉部，為漢字索引中的部首之一，康熙字典214個部首中的第九十六個（五劃的則為第二個）。俗稱王字旁。在傳統漢字中，玉部歸於五劃部首；中文簡化字將其拆分為玉部與王部。玉部通常是從下、左方均可為部字，且無其他部首可用者將部首歸為玉部。

## 部首單字解釋
1.溫潤有光澤的美石，在礦物學上所說的玉分輝玉和閃玉兩種，硬度在 6.5～7 之間。參「玉」條目。
2.潔白美好。
3.稱美他人的敬語、尊敬之辭。
4.昂貴如玉的米穀。
5.珍愛。
6.姓。
7.如玉般美麗的人事物。
王：1.ㄨㄤˊ，①君主的稱號。見爾雅 · 釋詁。②同類中的傑出者。③大的。④祖父母的尊稱。⑤姓。見新唐書 · 文藝傳 · 王勃。⑥封爵名之一。⑦技藝超群的人。2.ㄨㄤˋ，①統治。②成就王業。③旺盛，通旺。
玊：ㄙㄨˋ、又讀ㄒㄧㄡˋ，①朽玉、有瑕疵的玉。②琢玉工。見「玉篇」。③姓。見後漢書 · 虞延傳。④西戎國名。

## 字形
玉：

甲骨文
金文
小篆

王：

甲骨文
金文
簡牘
大篆
小篆

## 名稱和相關字
玉：

王的筆順

玊的筆順

- 漢語：玉部（拼音：yùbù　注音：ㄩˋ ㄅㄨˋ）
- 中古音
  - 廣韻 - 魚欲切、燭韻、入声
  - 詩韻 - 沃韻、入声
  - 三十六字母 - 疑母
- 現代音
  - 普通話 - 威妥瑪式：（中文）
  - 廣東語 - Jyutping:juk6 威妥瑪式: yuk6
- 日本語 - 音讀：ギョク（グヰヨク）（漢音）・ゴク（吳音） 訓讀：たま
- 朝鮮語 - 音：(ok) 訓：（guseul、玉）

王：
- 漢語：王部（拼音：wangbù　注音：ㄨㄤˊ ㄅㄨˋ）
- 中古音
  - 廣韻 - 雨方切、陽韻、平声
  - 詩韻 - 陽韻、平声
  - 三十六字母 - 喩母三等
- 現代音
  - 普通話 - 威妥瑪式：wang2
  - 廣東語 - Jyutping:wong4 威妥瑪式:wong4
- 日本語 - 音讀：オウ（ワウ）（漢音・吳音） 訓讀：きみ
- 朝鮮語 - 音：(wang) 訓：（imgeum、きみ）

玊：
- 漢語：玊 （拼音：xiù  注音：ㄒㄧㄡˋ）

本字為：「璛」。

## 部首字元及變形
- ⽟：KANGXI RADICAL JADE (U+2F5F)
- ⺩：CJK RADICAL JADE (U+2EA9)

## 字例
| 除部首外之筆劃 | 字例 -{                                                                            |
| -------------- | ---------------------------------------------------------------------------------- |
| 0              | 玉王玊                                                                             |
| 1              | 玌玍                                                                               |
| 2              | 玎玏玐玑                                                                           |
| 3              | 玒玓玔玕玖玗玘                                                                     |
| 4              | 玠玡玢玣玤玥玦玧玨玩玪玫玬玭环玜玝玞玟𤤌𤤀𤤁                                       |
| 5              | 玲玳玴玵玶玷玸玹玻玼玽玾玿珀珁珂珃珄珅珆珇珈珉珊珋珌珍珎玺珏珐                     |
| 6              | 珒珓珔珕珖珗珘珙珚珛珜珝珞珟珠珡珢珣珤珥珦珧珨珩珪珫珬班珮珯琉                     |
| 7              | 珳珴珵珶珸珹珺珻珼珽現珿琊琋琌琍琎琀琁琂球琄琅理琇琈琑琒琓理                       |
| 8              | 珷琚琛琜琝琟琪琫琬琭琮琯琺琻琼琔琕琖琗琘琙琠琡琢琣琤琥琦琧琨琩琰琱琲琳琴琵琶琷琸琹 |
| 9              | 瑇瑜琞琽琾琿瑊瑋瑌瑍瑎瑏瑚瑛瑜瑝瑞瑟瑀瑁瑂瑃瑄瑅瑆瑇瑈瑉瑐瑑瑒瑓瑔瑕瑖瑗瑘瑙       |
| 10             | 瑱瑪瑫瑬瑭瑮瑯瑠瑡瑢瑣瑤瑥瑦瑧瑨瑩瑰瑱瑲瑳瑴瑵瑶瑷瑸瑩瑱𤨒                         |
| 11             | 璅瑺瑻瑼瑽瑾瑿璊璋璌瑹璀璁璂璃璄璅璆璇璈璉璓璉                                     |
| 12             | 璠璡璣璤璍璏璚璛璜璝璞璟璐璑璒璔璕璖璗璘璙璘                                       |
| 13             | 璢璥璦璧璨璩璪璫璬璭璮璯環璱璲璳璴                                                 |
| 14             | 璵璶璷璸璹璺璻璼璽璾璿瓀瓁瓂                                                       |
| 15             | 瓊瓃瓄瓅瓆瓇瓈瓉瓊瓋                                                               |
| 16             | 瓌瓍瓎瓏瓐瓑                                                                       |
| 17             | 瓓瓔瓕瓖                                                                           |
| 18             | 瓗瓘瓙                                                                             |
| 19             | 瓚                                                                                 |
| 20             | 瓛                                                                                 |
| 22             | 𤫢                                                                                 |
| 24             | 𤫩 }-                                                                              |